# Hexalogía de Avengers
La Hexalogía de Avengers es una serie de películas producidas por Marvel Studios y ambientadas en su Universo cinematográfico; en ellas, se reúnen sus principales héroes para combatir una gran amenaza. Están pensadas como un crossover uniendo todas sus historias desarrolladas antes. 
La saga inició en 2012 con The Avengers y le siguieron Avengers: Age of Ultron en 2015, Avengers: Infinity War en 2018 y Avengers: Endgame en 2019; están anunciadas 2 secuelas: Avengers: Doomsday y Avengers: Secret Wars. Joss Whedon dirigió la primera y segunda película, mientras que la tercera y cuarta fueron dirigidas por Anthony y Joe Russo.

## Películas
| Película                | Fecha de lanzamiento | Director            | Guionista(s)                         | Productor   | Distribuidor |
| ----------------------- | -------------------- | ------------------- | ------------------------------------ | ----------- | ------------ |
| The Avengers            | 4 de mayo de 2012    | Joss Whedon         | Joss Whedon                          | Kevin Feige |              |
| Avengers: Age of Ultron | 1 de mayo de 2015    | Joss Whedon         | Joss Whedon                          | Kevin Feige |              |
| Avengers: Infinity War  | 27 de abril de 2018  | Anthony y Joe Russo | Christopher Markus y Stephen McFeely | Kevin Feige |              |
| Avengers: Endgame       | 26 de abril de 2019  | Anthony y Joe Russo | Christopher Markus y Stephen McFeely | Kevin Feige |              |
| Avengers: Doomsday      | 1 de mayo de 2026    | Anthony y Joe Russo | Michael Waldron y Stephen McFeely    | Kevin Feige |              |
| Avengers: Secret Wars   | 7 de mayo de 2027    | Anthony y Joe Russo | TBA                                  | Kevin Feige |              |

### The Avengers(2012)
Nick Fury y la agencia de espionaje S.H.I.E.L.D. reclutan a Steve Rogers, Tony Stark, Thor, Bruce Banner, Natasha Romanoff y Clint Barton para formar un equipo, llamado Los Vengadores, que debe evitar que el hermano de Thor, Loki, se apodere de la Tierra. 

### Avengers: Age of Ultron(2015)
Los Vengadores luchan contra Ultrón, una inteligencia artificial creada por Tony Stark y Bruce Banner, que planea lograr la paz mundial provocando la extinción humana. Visión y Wanda Maximoff se suman a Los Vengadores.

### Avengers: Infinity War(2018)
Los Vengadores y los Guardianes de la Galaxia intentan evitar que Thanos obtenga las poderosas Gemas del Infinito como parte de su búsqueda para matar a la mitad de toda la vida en el universo. Peter Quill, Rocket, Gamora, Drax el Destructor, Groot, T'Challa, Mantis, Bucky Barnes, Sam Wilson, James Rhodes, Peter Parker, el Doctor Strange y Nebula se suman a Los Vengadores.

### Avengers: Endgame(2019)
Después de que la mitad de toda la vida en el universo muriera debido a las acciones de Thanos en Avengers: Infinity War, los Vengadores restantes y sus aliados deben volver a reunirse para revertir esas acciones en una batalla final. Scott Lang, Hope van Dyne y Carol Danvers se suman a Los Vengadores.

## Reparto y personajes

### Protagonistas
|                                                      |
| Robert Downey, Jr. interpreta a Tony Stark/Iron Man. |

|                                                        |
| Chris Evans interpreta a Steve Rogers/Capitán América. |

|                                    |
| Chris Hemsworth interpreta a Thor. |

|                                                               |
| Scarlett Johansson interpreta a Natasha Romanoff/Black Widow. |

|                                              |
| Mark Ruffalo interpreta a Bruce Banner/Hulk. |

|                                                  |
| Jeremy Renner interpreta a Clint Barton/Hawkeye. |

|                                           |
| Samuel L. Jackson interpreta a Nick Fury. |

|                                                            |
| Elizabeth Olsen interpreta a Wanda Maximoff/Scarlet Witch. |

|                                                                |
| Aaron Taylor-Johnson interpreta a Pietro Maximoff/Quicksilver. |

|                                                    |
| Don Cheadle interpreta a James Rhodes/War Machine. |

|                                            |
| Paul Rudd interpreta a Scott Lang/Ant-Man. |

|                                   |
| Karen Gillan interpreta a Nebula. |

|                                                   |
| Bradley Cooper interpreta a 89P13/Rocket Raccoon. |

|                                                      |
| Sebastian Stan interpreta a Bucky Barnes/White Wolf. |

|                                                |
| Anthony Mackie interpreta a Sam Wilson/Falcón. |

|                                                   |
| Tom Holland interpreta a Peter Parker/Spider-Man. |

|                                                                   |
| Benedict Cumberbatch interpreta a Stephen Strange/Doctor Strange. |

|                                                       |
| Chadwick Boseman interpretó a T'Challa/Black Panther. |

|                                  |
| Zoe Saldaña interpreta a Gamora. |

|                                   |
| Paul Bettany interpreta a Visión. |

|                                                 |
| Chris Pratt interpreta a Peter Quill/Star-Lord. |

|                                                |
| Dave Bautista interpreta a Drax el Destructor. |

|                                  |
| Benedict Wong interpreta a Wong. |

|                                      |
| Pom Klementieff interpreta a Mantis. |

|                                |
| Vin Diesel interpreta a Groot. |

|                                                   |
| Evangeline Lilly interpreta a Hope Van Dyne/Wasp. |

|                                                   |
| Tessa Thompson interpreta a Brunnhilde/Valquiria. |

|                                                     |
| Gwyneth Paltrow, interpreta a Pepper Potts/Rescate. |

|                                                         |
| Brie Larson interpreta a Carol Danvers/Capitana Marvel. |

|                                  |
| Danai Gurira interpreta a Okoye. |

### Antagonistas
|                                   |
| Tom Hiddleston interpreta a Loki. |

|                                   |
| James Spader interpreta a Ultrón. |

|                                  |
| Josh Brolin interpreta a Thanos. |

|                                                            |
| John David Washington interpretará a Kang el Conquistador. |

|                                                |
| Robert Downey, Jr. interpretará a Doctor Doom. |

### Aparición de personajes
|                                                       | The Avengers (2012)   | Avengers: Age of Ultron (2015) | Avengers: Infinity War (2018) | Avengers: Endgame (2019) | Avengers: Doomsday (2026) | Avengers: Secret Wars (2027) |                |
| ----------------------------------------------------- | --------------------- | ------------------------------ | ----------------------------- | ------------------------ | ------------------------- | ---------------------------- | -------------- |
| Iron Man / Tony Stark Doctor Doom / Victor von Doom   | Robert Downey Jr.     | Robert Downey Jr.              | Robert Downey Jr.             | Robert Downey Jr.        | Robert Downey Jr.         | Robert Downey Jr.            |                |
| Steve Rogers Capitán América / Capitán Rogers         | Chris Evans           | Chris Evans                    | Chris Evans                   | Chris Evans              |                           |                              |                |
| Clint Barton Ojo de Halcón / Ronin                    | Jeremy Renner         | Jeremy Renner                  | Mencionado                    | Jeremy Renner            |                           |                              |                |
| Bruce Banner Hulk                                     | Mark Ruffalo          | Mark Ruffalo                   | Mark Ruffalo                  | Mark Ruffalo             |                           |                              |                |
| Natasha Romanoff Viuda Negra                          | Scarlett Johansson    | Scarlett Johansson             | Scarlett Johansson            | Scarlett Johansson       |                           |                              |                |
| Thor                                                  | Chris Hemsworth       | Chris Hemsworth                | Chris Hemsworth               | Chris Hemsworth          | Chris Hemsworth           | Chris Hemsworth              |                |
| Loki                                                  | Tom Hiddleston        | Mencionado                     | Tom Hiddleston                | Tom Hiddleston           | Tom Hiddleston            |                              |                |
| Thanos                                                | Damion Poitier        | Josh Brolin                    | Josh Brolin                   | Josh Brolin              |                           |                              |                |
| Nick Fury                                             | Samuel L. Jackson     | Samuel L. Jackson              | Samuel L. Jackson             | Samuel L. Jackson        |                           |                              |                |
| Maria Hill                                            | Cobie Smulders        | Cobie Smulders                 | Cobie Smulders                | Cobie Smulders           |                           |                              |                |
| Phil Coulson                                          | Clark Gregg           |                                |                               |                          |                           |                              |                |
| Virginia «Pepper» Potts Rescue                        | Gwyneth Paltrow       | Mencionada                     | Gwyneth Paltrow               | Gwyneth Paltrow          |                           |                              |                |
| J.A.R.V.I.S.                                          | Paul Bettany          | Paul Bettany                   | Mencionado                    |                          |                           |                              |                |
| Visión                                                | (Como J.A.R.V.I.S.)   | Paul Bettany                   | Paul Bettany                  | Mencionado               |                           |                              |                |
| Dr. Erik Selvig                                       | Stellan Skarsgård     | Stellan Skarsgård              |                               | Cameo                    |                           |                              |                |
| Margaret «Peggy» Carter                               | Hayley Atwell (cameo) | Hayley Atwell (cameo)          |                               | Hayley Atwell            |                           |                              |                |
| Jane Foster                                           | Cameo                 | Mencionada                     |                               | Mencionada               |                           |                              |                |
| Pietro Maximoff Quicksilver                           |                       | Aaron Taylor-Johnson           |                               |                          |                           |                              |                |
| Wanda Maximoff Bruja Escarlata                        |                       | Elizabeth Olsen                | Elizabeth Olsen               | Elizabeth Olsen          |                           |                              |                |
| James Rhodes Máquina de Guerra                        |                       | Don Cheadle                    | Don Cheadle                   | Don Cheadle              |                           |                              |                |
| Sam Wilson Capitán América Falcon                     |                       | Anthony Mackie                 | Anthony Mackie                | Anthony Mackie           | Anthony Mackie            | Anthony Mackie               | Anthony Mackie |
| Ultrón                                                |                       | James Spader                   | Mencionado                    | Mencionado               |                           |                              |                |
| F.R.I.D.A.Y.                                          |                       | Kerry Condon                   | Kerry Condon                  | Kerry Condon             |                           |                              |                |
| Heimdall                                              |                       | Idris Elba                     | Idris Elba                    |                          |                           |                              |                |
| Helen Cho                                             |                       | Claudia Kim                    |                               |                          |                           |                              |                |
| Ulysses Klaue                                         |                       | Andy Serkis                    |                               |                          |                           |                              |                |
| Wolfgang von Strucker                                 |                       | Thomas Kretschmann             |                               |                          |                           |                              |                |
| Doctor List                                           |                       | Henry Goodman                  |                               |                          |                           |                              |                |
| Steven Strange Dr. Strange                            |                       |                                | Benedict Cumberbatch          | Benedict Cumberbatch     |                           |                              |                |
| Peter Parker Spider-Man / Iron-Spider                 |                       |                                | Tom Holland                   | Tom Holland              |                           |                              |                |
| T'Challa Pantera Negra                                |                       |                                | Chadwick Boseman              | Chadwick Boseman         |                           |                              |                |
| Peter Quill Star-Lord                                 |                       |                                | Chris Pratt                   | Chris Pratt              |                           |                              |                |
| Gamora                                                |                       |                                | Zoe Saldaña                   | Zoe Saldaña              |                           |                              |                |
| Drax el Destructor                                    |                       |                                | Dave Bautista                 | Dave Bautista            |                           |                              |                |
| Nebula                                                |                       |                                | Karen Gillan                  | Karen Gillan             |                           |                              |                |
| Rocket                                                |                       |                                | Bradley Cooper                | Bradley Cooper           |                           |                              |                |
| Groot                                                 |                       |                                | Vin Diesel                    | Vin Diesel               |                           |                              |                |
| Mantis                                                |                       |                                | Pom Klementieff               | Pom Klementieff          |                           |                              |                |
| James "Bucky" Barnes Soldado de Invierno / White Wolf |                       |                                | Sebastian Stan                | Sebastian Stan           | Sebastian Stan            |                              |                |
| Ebony Maw                                             |                       |                                | Tom Vaughan-Lawlor (voz)      | Tom Vaughan-Lawlor (voz) |                           |                              |                |
| Corvus Glaive                                         |                       |                                | Michael James Shaw (voz)      | Michael James Shaw (voz) |                           |                              |                |
| Cull Obsidian                                         |                       |                                | Terry Notary (voz)            | Terry Notary (voz)       |                           |                              |                |
| Okoye                                                 |                       |                                | Danai Gurira                  | Danai Gurira             |                           |                              |                |
| Wong                                                  |                       |                                | Benedict Wong                 | Benedict Wong            |                           |                              |                |
| M'Baku                                                |                       |                                | Winston Duke                  | Winston Duke             | Winston Duke              |                              |                |
| Shuri Pantera Negra                                   |                       |                                | Letitia Wright                | Letitia Wright           | Letitia Wright            |                              |                |
| Johann Schmidt Red Skull/Stonekeeper                  |                       |                                | Ross Marquand                 | Ross Marquand            |                           |                              |                |
| Thunderbolt Ross                                      |                       |                                | William Hurt                  | William Hurt             |                           |                              |                |
| Proxima Midnight                                      |                       |                                | Carrie Coon (voz)             | Cameo                    |                           |                              |                |
| Taneleer Tivan El Coleccionista                       |                       |                                | Benicio del Toro              |                          |                           |                              |                |
| Eitri                                                 |                       |                                | Peter Dinklage                |                          |                           |                              |                |
| Carol Danvers Capitana Marvel                         |                       |                                |                               | Brie Larson              |                           |                              |                |
| Scott Lang Ant-Man                                    |                       |                                | Mencionado                    | Paul Rudd                | Paul Rudd                 |                              |                |
| Hope Van Dyne Wasp                                    |                       |                                |                               | Evangeline Lily          |                           |                              |                |
| Dr. Henry "Hank" Pym                                  |                       |                                |                               | Michael Douglas          |                           |                              |                |
| Janet Van Dyne                                        |                       |                                |                               | Michelle Pfeiffer        |                           |                              |                |
| Howard Stark                                          |                       |                                |                               | John Slattery            |                           |                              |                |
| Harold "Happy" Hogan                                  |                       |                                |                               | Jon Favreau              |                           |                              |                |
| Valquiria                                             |                       |                                |                               | Tessa Thompson           |                           |                              |                |
| Frigga                                                |                       |                                |                               | Rene Russo               |                           |                              |                |
| May Parker                                            |                       |                                |                               | Marisa Tomei             |                           |                              |                |
| Korg                                                  |                       |                                |                               | Taika Waititi            |                           |                              |                |
| Miek                                                  |                       |                                |                               | Stephen Murdoch          |                           |                              |                |
| Alexander Pierce                                      |                       |                                |                               | Robert Redford           |                           |                              |                |
| Jasper Sitwell                                        |                       |                                |                               | Maximiliano Hernández    |                           |                              |                |
| Sharon Carter                                         |                       |                                |                               | Emily VanCamp (cameo)    |                           |                              |                |

## Recepción

### Recaudación
| Película                | Estreno en Estados Unidos | Ingresos en Estados Unidos | Ingresos fuera de Estados Unidos | Ingresos totales | Ranking en Estados Unidos | Ranking mundial | Presupuesto           | Referencia |
| ----------------------- | ------------------------- | -------------------------- | -------------------------------- | ---------------- | ------------------------- | --------------- | --------------------- | ---------- |
| The Avengers            | 4 de mayo de 2012         | $623,357,910               | $895,455,078                     | $1,519,812,988   | #8                        | #9              | $220,000,000          | [ 8 ]      |
| Avengers: Age of Ultron | 1 de mayo de 2015         | $459,005,868               | $943,397,826                     | $1,402,403,694   | #18                       | #11             | $250-365,000,000      | [ 9 ]      |
| Avengers: Infinity War  | 27 de abril de 2018       | $678,815,482               | $1,369,854,003                   | $2,048,669,485   | #5                        | #5              | $356-400,000,000      | [ 10 ]     |
| Avengers: Endgame       | 26 de abril de 2019       | $858,373,000               | $1,939,901,401                   | $2,798,800,564   | #2                        | #1              | $356-400,000,000      | [ 11 ]     |
| Total                   | Total                     | $2,581,997,000             | $5,146,189,519                   | $7,767,160,568   |                           |                 | $1,226,-2,347,000,000 |            |

### Crítica
| Película                | Rotten Tomatoes        | Rotten Tomatoes          | Rotten Tomatoes       | Metacritic          | CinemaScore | IMDb                  | FilmAffinity       |
| Película                | Reacción de la crítica | Críticos más importantes | Reacción del público  | Metacritic          | CinemaScore | IMDb                  | FilmAffinity       |
| ----------------------- | ---------------------- | ------------------------ | --------------------- | ------------------- | ----------- | --------------------- | ------------------ |
| The Avengers            | 91% (366 reseñas)      | 85% (78 reseñas)         | 91% (1 132 739 votos) | 69 (43 comentarios) | A+          | 8.0 (1 389 978 votos) | 6.9 (75 410 votos) |
| Avengers: Age of Ultron | 76% (379 reseñas)      | 74% (84 reseñas)         | 82% (286 087 votos)   | 66 (49 comentarios) | A           | 7.3 (863 589 votos)   | 6.3 (45 070 votos) |
| Avengers: Infinity War  | 86% (489 reseñas)      | 79% (84 reseñas)         | 91% (50 000 votos)    | 68 (53 comentarios) | A           | 8.4 (1 076 911 votos) | 7.5 (41 167 votos) |
| Avengers: Endgame       | 94% (554 reseñas)      | 94% (93 reseñas)         | 90% (50 000 votos)    | 78 (56 comentarios) | A+          | 8.4 (1 125 841 votos) | 7.3 (35 773 votos) |
| Total                   | 88%                    | 83%                      | 89%                   | 70                  | A           | 8.0                   | 7.0                |